# Ледниковые отложения

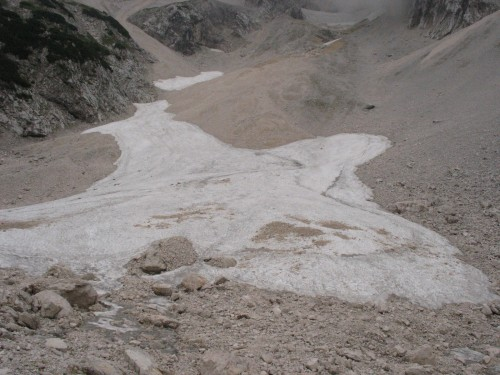
Морена современного ледника

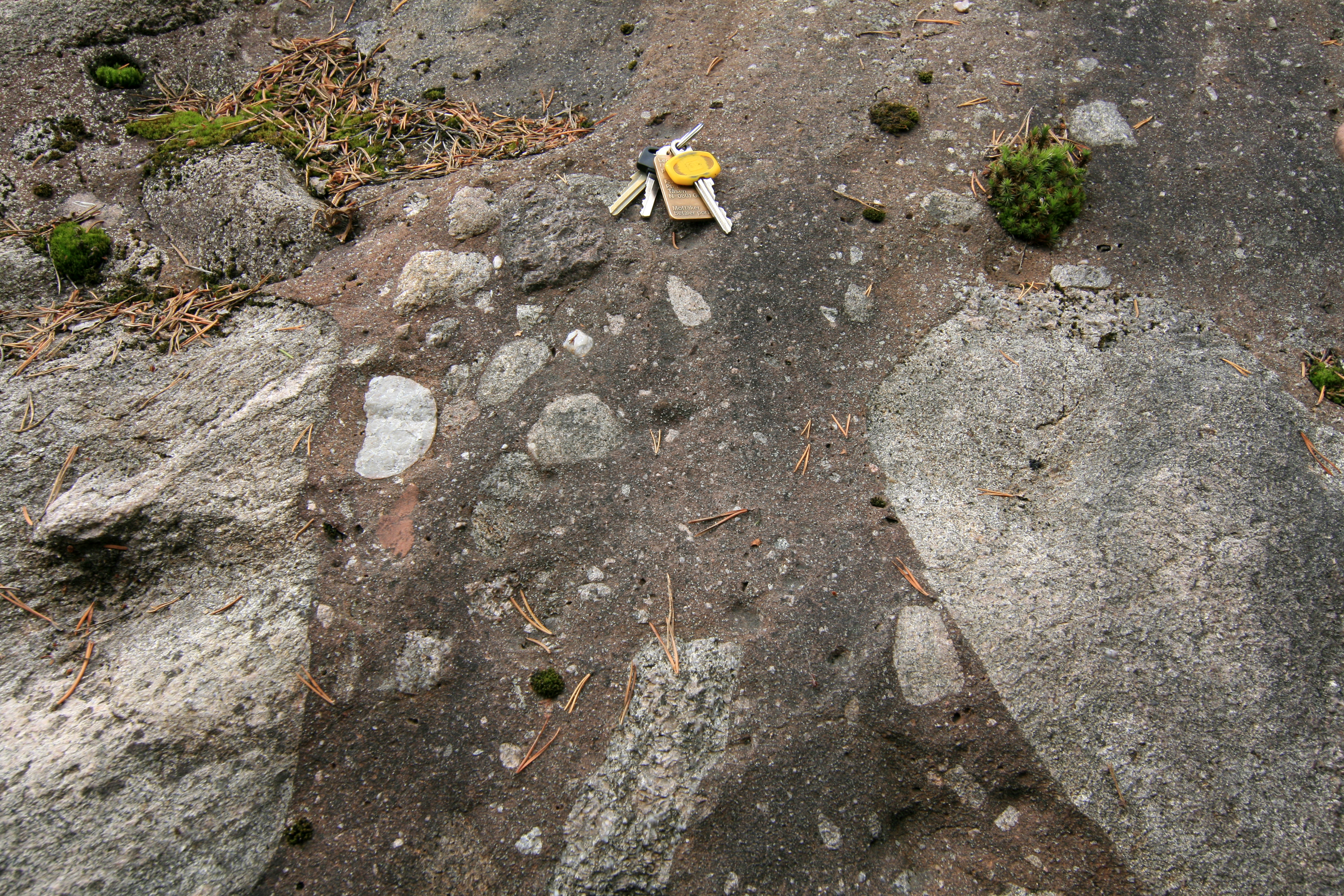
Тиллиты

Леднико́вые (гляциа́льные) отложе́ния — отложения, связанные с деятельностью горных или покровных ледников. Обломочный материал, движимый или отложенный (последний называют тиллом) собственно ледником, называют море́ной. Ледниковые отложения характерны для горных стран, а также территорий, подвергнутых в четвертичном периоде оледенениями. Более древние ледниковые отложения, захороненные под другими генетическими типами отложений, называются тиллитами. Ледниковые отложения бывают нескольких подвидов: морена, флювиогляциальные, озёрно-ледниковые, ледниково-морские отложения.